# Сречкович, Слободан
Слобо́дан Сре́чкович (серб. Slobodan Srećković; 27 марта 1942, Белград — 11 мая 2021, Белград) — сербский нумизмат, один из ведущих исследователей османской денежной системы.

## Вклад в науку
Известен своими работами по изучению османских акче — мелких серебряных монет XIV—XIX веков, обращавшихся на территории Османской империи и сопредельных государств.
Автор используемой нумизматами и коллекционерами классификации османских акче, основанной на исследовании эволюции монетных типов и различий монетной легенды.
В 1999—2009 годах им были опубликованы 6 томов, в которых сведены в хронологическом порядке в иллюстрированные каталоги все известные автору штемпельные разновидности османских акче.

### Основные работы
- Osmalijski novac kovan na tlu Juguslavije, (Ottomans coins minted on the soil of Yugoslavia) Belgrade, 1987, 202 p. (сербо-хорват., англ. и турецк.);
- Akches: Volume 1 (Osman Gazi — Murad II, 699—848 AH), Belgrade, 1999, 190 p. (англ.);
- Akches: Volume 2 (Mehmed II Fatih — Selim I Yavuz, 848—926 AH), Belgrade, 2000, 186 p. (Англ.);
- Ottoman mints and coins, Belgrade, 2002, 247 p. (англ.);
- Akches: Volume 3 (Suleyman I, AH 926—974), Belgrade, 2003, 245 p. (англ.);
- Akches: Volume 4, (Selim II — Murad III, AH 974—1003), Belgrade, 2005, 163 p. (англ.);
- Akches: Volume 5, (Mehmed III-Mustafa II, AH 1003—1032), Belgrade, 2007, 233 p. (англ.);
- Akches: Volume 6, (Murad IV-Ahmed III, AH 1032—1143), Belgrade, 2009, 233 p. (сербск.).